# Mir slot
Mir slot (hviderussisk: Мірскі замак) er et verdensarvsted i Hviderusland nær Mir i distriktet Karelitski, Hrodna voblast.
Konstruktionen af slottet blev påbegyndt i slutningen af 1400-tallet. Slottet, som oprindeligt var i gotisk stil, blev færdigt under hertug Ilinich i Begyndelsen af 1500-tallet. Omkring 1568 overtog hertug Radziwil slottet, og byggede det om til et renæssanceslot. Et tre etager højt palads blev også bygget langs den nordlige og østre del af slotsmuren. Murfacaderne blev dekorerede med kalkstensportaler, plader, balkonger og en portal.
Efter at være blevet stærkt skadet efter nær et århundrede under okkupation under Napoleonsperioden blev slottet renoveret i slutningen af 1800-tallet. I 1813, efter at Dominik Radzivill døde, blev slottet arvet af hans datter Stefania, som giftede sig med Ludwig af Sayn-Wittgenstein-Berleburg. Slottet blev senere overtaget af deres datter Maria, som igen giftede sig med prins Chlodwig Hohenloche-Schillingfurst. Deres søn Maurice Hohenloche-Schillingfurst solgte slottet til Mikolaj Swiatopelk-Mirski af Bialynia i 1895. Mikolajs søn Michal Swiatopelk-Mirski begyndte at ombygge slottet efter tegninger fra arkitekten Teodor Burszes. Familien Swiatopelk-Mirski ejede slottet frem til 1939. Under 2. verdenskrig blev slottet brugt som base for den tyske okkupationsmagt og blev brugt til internering af jøder.